# Three Russian Girls
Pour plus de détails, voir Fiche technique et Distribution.
Three Russian Girls est un film américain réalisé par Henry S. Kesler et Fedor Ozep, sorti en 1943.
Il s'agit d'un remake du film soviétique La Fille de Leningrad (1941). 

## Fiche technique
- Titre : Three Russian Girls
- Réalisation : Henry S. Kesler et Fedor Ozep
- Scénario : Maurice Clark, Dan James, Aben Kandel et Victor Trivas
- Photographie : John J. Mescall
- Musique : W. Franke Harling
- Production : Gregor Rabinovitch et RF Productions
- Pays d'origine :  États-Unis
- Langue : Anglais
- Format : Noir et blanc — 35 mm — 1,37:1 — Son : Mono
- Genre : Comédie, Film de guerre
- Durée : 81 minutes
- Dates de sortie : 
  - États-Unis : 30 décembre 1943 (première) / 14 janvier 1944 (sortie nationale)

## Distribution
- Anna Sten : Natasha
- Kent Smith : John Hill
- Mimi Forsythe : Tamara
- Alexander Granach : Major Braginski
- Paul Guilfoyle : Trishin
- Fédor Chaliapine fils : Terkin